# Andrey Saveliev
Andrey Saveliev (Svobodny, Oblast de Amur, 8 de agosto de 1962), é político  russo, doutor em ciências políticas. Entre 2003 e 2007 foi deputado da Duma. É presidente do partido Grande Rússia.

## Biografia
Em 1985 graduou-se no Instituto de Física e Tecnologia de Moscou, no Departamento de Química e Física Molecular.
Entre 1985 e 1990 trabalhou em institutos científicos.
Em 1990 graduou-se na pós-graduação e foi eleito vereador em Moscou.
Em 1993 ingressou no Instituto Jurídico de Moscou.
Em 1994 graduou-se no curso de especialistas de mercado.
Entre 1999 e 2003 trabalhou como assessor de Dmitry Rogozin que era presidente da Comissão da Duma para Assuntos Externos e Representante Especial do Presidente em Kaliningrado.
Em 2000 obteve o título de doutor em ciência política.
De novembro de 2002 a abril de 2003 trabalhou em Kaliningrado.
Em dezembro de 2003 foi eleito para a lista da Duma pelo Rodina (Terra-mãe União Nacional Patriótica). Na Duma foi vice-presidente do Comitê para a  Comunidade dos Estados Independentes e as relações com os compatriotas e, em seguida, integrou a Comissão de Constituição, Legislação e Construção do Estado.
Entre 2004 e 2006 era um membro da presidência do Rodina. Após a mudança da liderança e da ideologia e partido, que transformou-se no Rússia Justa, saiu de sua composição. 
Em seguida, participou do Congresso de recuperação do Congresso das Comunidades Russas.
Em Maio de 2007, no congresso de fundação do partido político Grande Rússia, foi eleito seu presidente.
É um monarquista que jurou lealdade ao chefe da dinastia dos Romanov - Grã-duquesa Maria Vladimirovna Romanov. Desde 2008 ele é membro da Ordem da União Imperial Russa.
Nega a autoria do Massacre de Katyn pelos russos.
É casado e tem dois filhos.

## Publicações
Autor de mais de 300 artigos científicos e jornalísticos.
Autor dos livros (em russo):
- "Mutiny nomenclatura" (1995);
- "A ideologia do absurdo" (1995);
- "A Armadilha chechena" (1997);
- "Mito e magia dos líderes das massas" (1999);
- "A mitologia política" (2003);
- "A nação e o Estado. Teoria da reconstrução conservadora" (2005);
- "A imagem do inimigo" (2007);
- "Rasologiya e antropologia política" (2007);
- "Manifesto Nacional" (2009).

Editor e co-editor de revistas científicas:
- "A Inevitabilidade do Império" (1996);
- "Sistema russo" (1997).